# Gotra eversor
Gotra eversor là một loài tò vò trong họ Ichneumonidae.